# Hadancourt-le-Haut-Clocher
Hadancourt-le-Haut-Clocher és un municipi francès, situat al departament de l'Oise i a la regió dels Alts de França. L'any 2007 tenia 352 habitants.

## Demografia

### Població
El 2007 la població de fet de Hadancourt-le-Haut-Clocher era de 352 persones. Hi havia 128 famílies de les quals 24 eren unipersonals (12 homes vivint sols i 12 dones vivint soles), 36 parelles sense fills, 60 parelles amb fills i 8 famílies monoparentals amb fills.
La població ha evolucionat segons el següent gràfic:
Habitants censats

### Habitatges
El 2007 hi havia 149 habitatges, 130 eren l'habitatge principal de la família, 16 eren segones residències i 3 estaven desocupats. 148 eren cases i 1 era un apartament. Dels 130 habitatges principals, 117 estaven ocupats pels seus propietaris, 10 estaven llogats i ocupats pels llogaters i 3 estaven cedits a títol gratuït; 1 tenia una cambra, 5 en tenien dues, 12 en tenien tres, 30 en tenien quatre i 82 en tenien cinc o més. 97 habitatges disposaven pel capbaix d'una plaça de pàrquing. A 44 habitatges hi havia un automòbil i a 80 n'hi havia dos o més.

### Piràmide de població
La piràmide de població per edats i sexe el 2009 era:
| Homes | Edats   | Dones |
| ----- | ------- | ----- |
| 0     | 95 o +  | 0     |
| 0     | 90 a 94 | 0     |
| 0     | 85 a 89 | 0     |
| 0     | 80 a 84 | 0     |
| 0     | 75 a 79 | 12    |
| 8     | 70 a 74 | 4     |
| 4     | 65 a 69 | 4     |
| 4     | 60 a 64 | 8     |
| 4     | 55 a 59 | 4     |
| 16    | 50 a 54 | 16    |
| 8     | 45 a 49 | 8     |
| 28    | 40 a 44 | 12    |
| 4     | 35 a 39 | 24    |
| 16    | 30 a 34 | 8     |
| 16    | 25 a 29 | 12    |
| 12    | 20 a 24 | 4     |
| 28    | 15 a 19 | 12    |
| 20    | 10 a 14 | 8     |
| 16    | 5 a 9   | 16    |
| 8     | 0 a 4   | 4     |

## Economia
El 2007 la població en edat de treballar era de 244 persones, 189 eren actives i 55 eren inactives. De les 189 persones actives 168 estaven ocupades (89 homes i 79 dones) i 21 estaven aturades (12 homes i 9 dones). De les 55 persones inactives 17 estaven jubilades, 25 estaven estudiant i 13 estaven classificades com a «altres inactius».

### Ingressos
El 2009 a Hadancourt-le-Haut-Clocher hi havia 132 unitats fiscals que integraven 355 persones, la mediana anual d'ingressos fiscals per persona era de 26.729 €.

### Activitats econòmiques
Dels 12 establiments que hi havia el 2007, 1 era d'una empresa extractiva, 2 d'empreses de construcció, 1 d'una empresa de comerç i reparació d'automòbils, 2 d'empreses d'informació i comunicació, 1 d'una empresa financera, 1 d'una empresa immobiliària, 2 d'empreses de serveis i 2 d'entitats de l'administració pública.
Dels 3 establiments de servei als particulars que hi havia el 2009, 1 era una fusteria i 2 empreses de construcció.
L'any 2000 a Hadancourt-le-Haut-Clocher hi havia 3 explotacions agrícoles.

## Equipaments sanitaris i escolars
El 2009 hi havia una escola elemental integrada dins d'un grup escolar amb les comunes properes formant una escola dispersa.

## Poblacions més properes
El següent diagrama mostra les poblacions més properes.